# 로메랄
로메랄(스페인어: Romeral)은 칠레 마울레 주 쿠리코 현의 코무나이다.